# 26e cérémonie des Razzie Awards
La 26e cérémonie des Razzie Awards s'est tenue le 4 mars 2006 au Ivar Theatre de Los Angeles, Californie, afin de distinguer ce que l'industrie cinématographique a pu offrir de pire en 2005.

## Palmarès
Les lauréats de chaque catégorie sont en premier et en gras dans chaque section.

### Pire film
Dirty Love (First Look Pictures)
- Gigolo malgré lui (Sony Pictures Entertainment, Columbia Pictures)
- Shérif, fais-moi peur (Warner Bros. Entertainment, Village Roadshow)
- La Maison de cire (Warner Bros. Entertainment)
- Le Fils du Mask (New Line)

### Pire acteur
- Rob Schneider pour Gigolo malgré lui
  - Tom Cruise pour le rôle de Ray Ferrier dans La Guerre des Mondes (War of the Worlds)
  - Will Ferrell pour Ma sorcière bien-aimée et Match en famille (Kicking and Screaming)
  - Dwayne Johnson pour Doom
  - Jamie Kennedy pour Le Fils du Mask

### Pire actrice
Jenny McCarthy pour Dirty Love
- Tara Reid pour Alone in the Dark
- Hilary Duff pour Treize à la douzaine 2 et L'Homme parfait
- Jessica Alba pour Les 4 Fantastiques et  Bleu d'enfer
- Jennifer Lopez pour Sa mère ou moi ! (Monster-in-Law)

### Pire second rôle masculin
Hayden Christensen pour Star Wars, épisode III : La Revanche des Sith
- Eugene Levy pour Treize à la douzaine 2 et Le Boss
- Burt Reynolds pour Shérif, fais-moi peur et Mi-temps au mitard
- Alan Cumming pour Le Fils du Mask
- Bob Hoskins pour Le Fils du Mask

### Pire second rôle féminin
Paris Hilton pour La Maison de cire
- Katie Holmes pour Batman Begins
- Carmen Electra pour Dirty Love
- Jessica Simpson pour Shérif, fais-moi peur
- Ashlee Simpson pour Undiscovered

### Pire réalisateur
John Mallory Asher pour Dirty Love
- Uwe Boll pour Alone in the Dark
- Nora Ephron pour Ma sorcière bien-aimée
- Jay Chandrasekhar pour Shérif, fais-moi peur
- Lawrence Guterman pour Le Fils du Mask

### Pire remake ou suite
Le Fils du Mask
- Ma sorcière bien-aimée
- Gigolo malgré lui
- Shérif, fais-moi peur
- La Maison de cire

### Pire scénario
Dirty Love, écrit par Jenny McCarthy
- Ma sorcière bien-aimée, écrit par Nora Ephron, Delia Ephron et Adam McKay
- Gigolo malgré lui, écrit par Rob Schneider, David Garrett et Jason Ward
- Shérif, fais-moi peur, écrit par John O'Brien
- Le Fils du Mask, écrit par Lance Khazei

### Cible destabloïdsla plus ennuyeuse
Tom Cruise, Katie Holmes, le canapé d'Oprah Winfrey, la Tour Eiffel, et le "bébé de Tom"
- Tom Cruise et son discours anti-psychiatrique
- Paris Hilton et « N'IMPORTE QUI ! »
- M. et Mme Britney, leur bébé (Sean Preston Federline) et leur caméscope
- Les Simpson : Ashlee, Jessica et Nick